# Милена Апостоловић
Милена Апостоловић (рођена 1992) је српска сликарка.

## Биографија
Рођена је 1992. године. Завршила је основне и мастер академске студије на Факултету ликовних уметности Универзитета уметности у Београду, Одсек сликарство у класи професора Добрице Бисенића. Тренутно је на докторским уметничким студијама истог факултета, акценат у докторском уметничком пројекту „Изгубљена нит” ставља искључиво на ручно рађеном везу. Основно полазиште су јој различите врсте везова прикупљених широм Србије. Инспирацију гради на филозофији Жака Елила и његовом ставу о односу технике, човека и уметности. Њени радови се налазе у Центру за културу „Свети Стефан, деспот српски” Деспотовац, Спомен дому Црвена комуна у Петровцу на Мору и приватним колекцијама. Члан је Удружења ликовних уметника Србије и Удружења ликовних уметника Крушевца.